# Кутела
Кутела (болг. Кутела) — село в Болгарии. Находится в Смолянской области, входит в общину Смолян. Население составляет 372 человека. Кутела расположена у реки Малка-Арда в Родопах, в 23 км от города Смолян и 8 км от исторической местности Хайдушки-Поляни, там установлен памятник в честь Илинденско-Преображенского восстания.

## Политическая ситуация
В местном кметстве Кутела должность кмета (старосты) исполняет Емил Сашев Стоянов (Граждане за европейское развитие Болгарии (ГЕРБ)) по результатам выборов правления кметства в 2011 году и 2007 году.